# Michael Eberl
Michael Eberl (* 22. Mai 1924 in Halsbach; † 14. September 2021 in Starnberg) war ein deutscher Architekt und Maler.

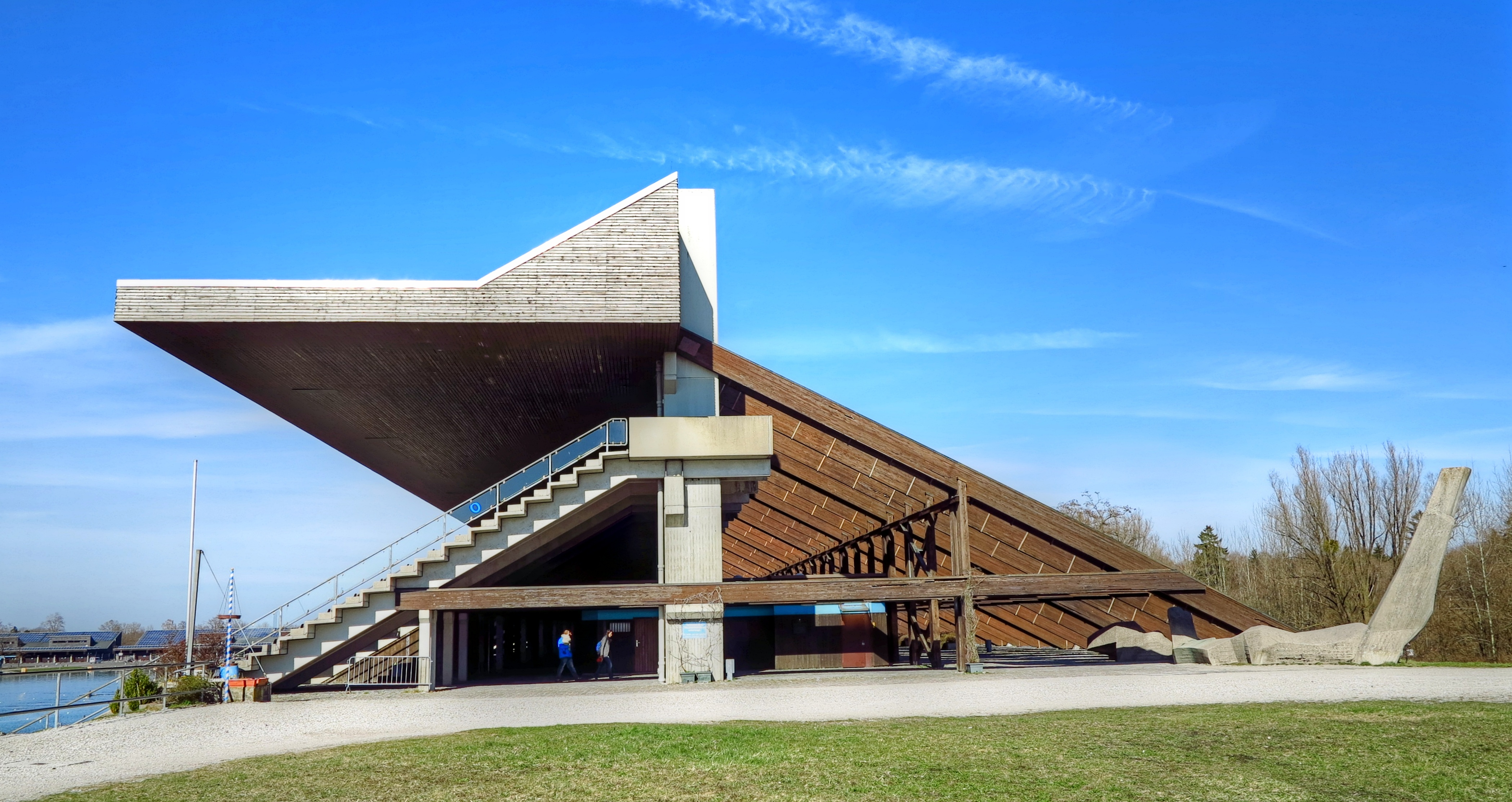
Regattastrecke Oberschleißheim, Tribüne

## Werdegang
Eberl studierte Architektur an der Technischen Hochschule München. Er gründete in München ein Büro.
Michael Eberls Nachlass wurde dem Architekturmuseum der Technischen Universität München übergeben.
Eberl war Mitglied im Bund Deutscher Architekten.

## Tod
Am 14. September 2021 starb er im Alter von 97 Jahren in Starnberg.

## Bauten
Eine Auswahl Eberls Bauten wurde fotografisch von Ingrid Voth-Amslinger dokumentiert.

Die Regattastrecke in Oberschleißheim ist in der Liste der Baudenkmäler in Oberschleißheim eingetragen.

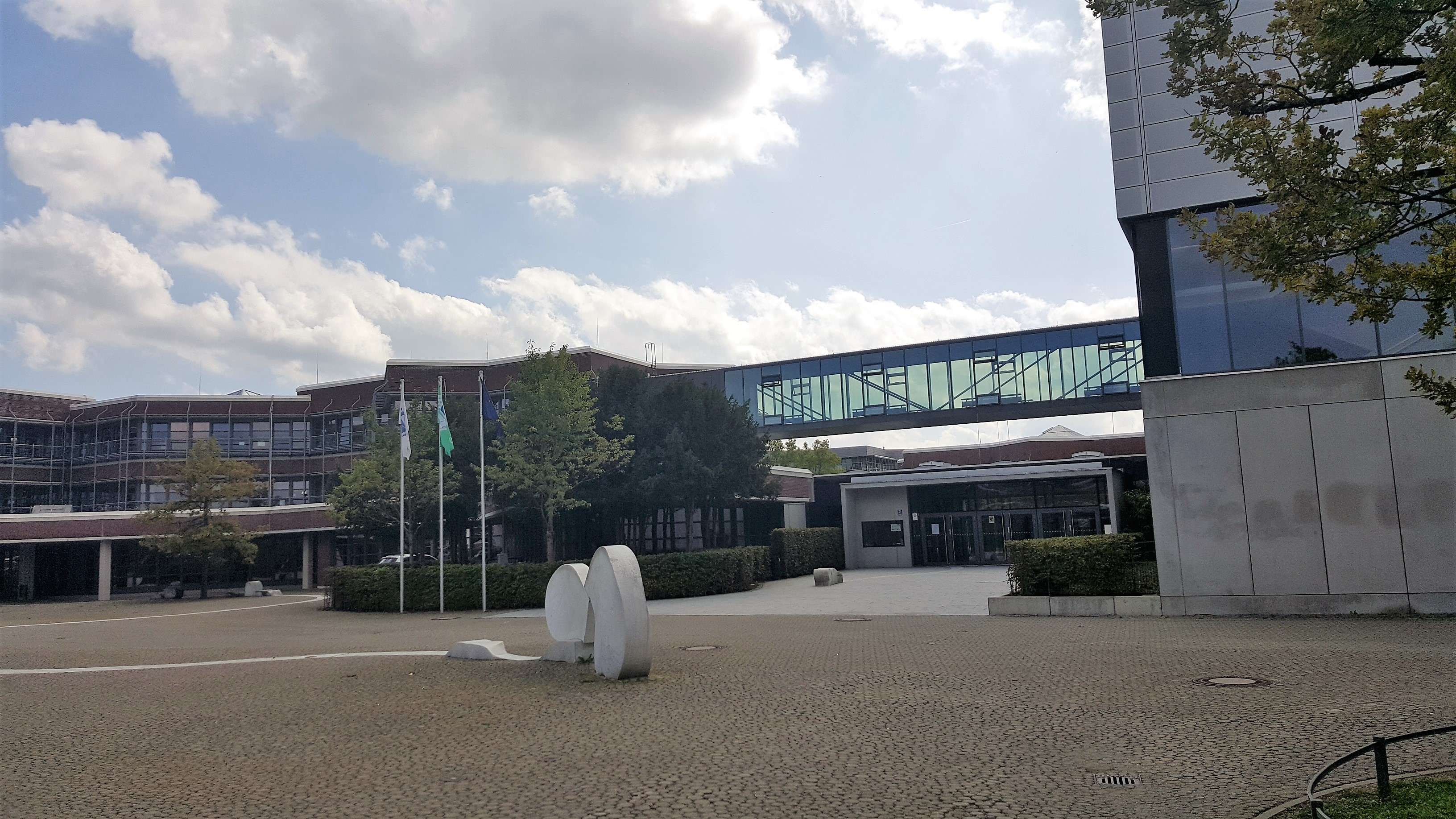
Europäische Schule München

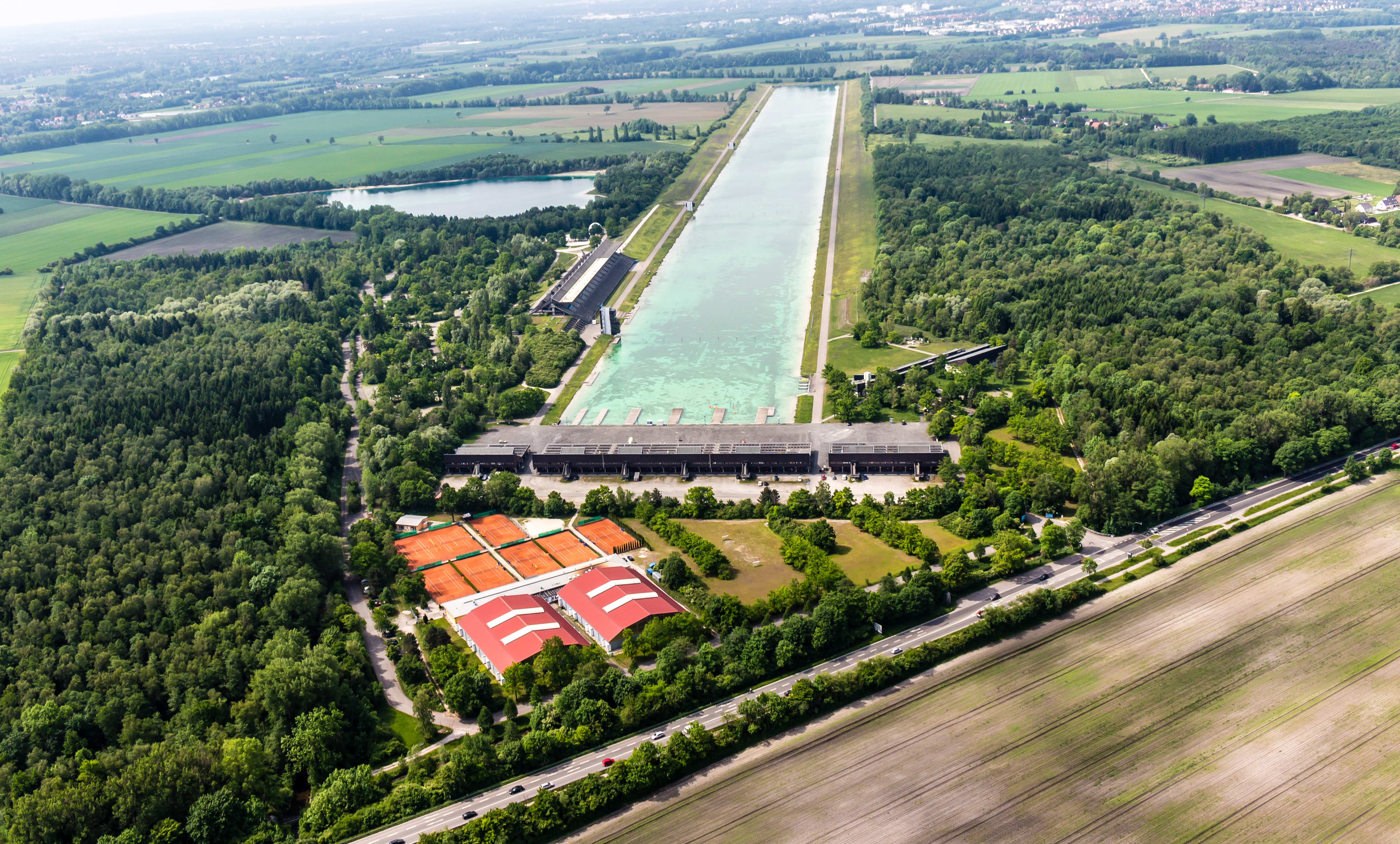
Regattastrecke Oberschleißheim, Luftaufnahme

- 1972: Regattastrecke Oberschleißheim für die Olympischen Sommerspiele 1972, München (unter Denkmalschutz)
- 1980: Europäische Schule, München
- 1983–1984: Wohnanlage, Starnberg
- 1980–1984: 1980: Reithalle und Stammgestüt des Bayerischen Pferdezentrums, Schwaiganger bei Murnau mit Helmut Weippert[3]
- 1988: Flughafen – Mietwagenzentrum, München
- 1990–1994: WWK Versicherung – Hauptverwaltung (Marsstraße und Denisstraße), München

## Auszeichnungen und Preise
- 1973: Großer BDA-Preis
- 1973: BDA-Preis Bayern für Regattastrecke Oberschleißheim
- 1974: Förderpreis für Architektur der Landeshauptstadt München